# Villa Laaser
Die Villa Laaser ist ein Bauwerk des Reformstils in Eilenburg. Sie ist aufgrund der baugeschichtlichen und ortsgeschichtlichen Bedeutung in der Denkmalliste des sächsischen Landesamtes für Denkmalpflege verzeichnet. Das Haus befindet sich im Ensemble dreier denkmalgeschützter Villen in unmittelbarer Nähe zum Mühlgraben und dem ebenfalls denkmalgeschützten Stadtpark. Sie ist Station des Historischen Stadtrundgangs Eilenburg.

## Geschichte
Im Jahr 1891 kam der aus Memel stammende Arzt Ernst Laaser (1863–1922) als praktischer Arzt nach Eilenburg, wo er die Praxis von Anton Bernhardi übernahm. Im gleichen Jahr hatte er im Wiener Stephansdom Mathilde Cecilia John († 1913) geheiratet. 1897 wurde er zum leitenden Arzt des neu eingerichteten Eilenburger Krankenhauses berufen. Nachdem sich Laaser und seine Frau in Eilenburg niedergelassen hatten, erwarben sie ein Grundstück in der noch naturbelassenen Aue des Mühlgrabens, wo sie 1911 eine Villa als ihre Wohn- und Arbeitsstätte errichten ließen. Ab 1922 führte nach dem Ableben des Vaters der Sohn Rudolph Laaser (* 1893 in Eilenburg; † 1957 in West-Berlin) die Praxis, bis er 1944 aufgrund seiner jüdischen Herkunft von den Nationalsozialisten interniert wurde. Nach Ende des Krieges kehrte Laaser nach Eilenburg zurück und führte die Praxis weiter. Aus politischen Gründen durfte Laaser ab 1957 nicht mehr praktizieren. Er verließ Eilenburg, starb jedoch noch auf der Flucht nach Westdeutschland bei der Ankunft in West-Berlin. Rudolph Laaser wurde wie sein Vater auf dem Stadtfriedhof Eilenburg beigesetzt. Die Villa wurde fortan unter der Verwaltung des Kreiskrankenhauses von verschiedenen Ärzten genutzt. Nach der Wende kehrten die Nachkommen Laasers nach Eilenburg zurück und richteten das Gebäude denkmalgerecht her.

## Architektur
Die dreigeschossige Villa hat einen nahezu quadratischen Grundriss mit einer straßenseitigen Auslucht und dem Eingangsportal an der Westseite. Die zahlreiche Ornamentik lässt auf den Beruf und die Geisteshaltung des ehemaligen Besitzers schließen. Über den Fenstern des Erkers ist der Lebenszyklus dargestellt. Dabei stehen die Fische für die Jugend, der Rabe für die Weisheit des älteren Menschen und die Ährengarbe für die Ernte des Lebens. Auf den Säulen der Toreinfahrt befinden sich zwei Putten, die später hinzugefügt wurden. Dabei hält die westliche Putte eine Tafel mit Äskulapstab, um den sich die Äskulapnatter schlängelt, als Zeichen des Ärztestandes. Die östliche Putte hält eine Eule als Symbol der Weisheit. Eine dritte Putte, die sich auf einer weiteren Säule der Einfriedung befand und eine Schale mit Äskulapnattern zeigte, befindet sich auf dem Familiengrab Laaser auf dem Stadtfriedhof. Ebenfalls später wurde die Bleiverglasung am östlich ausgerichteten Fenster im ersten Obergeschoss angebracht.
In den Jahren 1994 und 1995 wurde das Gebäude aufwendig saniert. Dabei erfolgte der Umbau zur Mietvilla mit sieben Zweizimmerwohnungen und einem Einzimmerappartement.